# 小淵沢 (小惑星)
小淵沢（こぶちざわ、3432 Kobuchizawa）は、小惑星帯の小惑星。山梨県の小淵沢町（現在は北杜市）で井上傑、村松修と浦田武が発見した。
発見地に因んで名付けられた。